# The Cardinals
The Cardinals je trenutna grupa Ryana Adamsa. Kao njegov prateći sastav snimili su albume Cold Roses, Jacksonville City Nights, Follow the Lights i Cardinology. Iako objavljen kao Adamsov samostalni album, Easy Tiger iz 2007. je također snimljen uz pratnju Cardinalsa, kao i album Willieja Nelsona Songbird.
U vezi naziva grupe, Adams je izjavio da je "predložio Cardinals jer je to bila moja srednjoškolska football momčad, pa sam mislio kako će biti smiješno, zbog onih ljudi koji su htjeli ubiti boga u meni. U školu sam išao u majicama Danziga. Moj nadimak u školi doslovno je bio 'Satanic'. Stvarno sam htio igrati football."

## Povijest
Cardinalsi su se prvotno sastojali od Ryana Adamsa, Brada Pembertona, JP Bowersocka, Catherine Popper i Cindy Cashdollar. Sastav je 2004. održao turneju i snimio album Cold Roses. Cashdollar je otišla 2005., a zamijenio ju je Jon Graboff.
Popper je 2006. napustila grupu, a zamjena je bio Chris Feinstein koji se priključio prije europske turneje iste godine. Cardinalsi su se 2007. pridružili Adamsu kako bi snimili njegov novi album, Easy Tiger, a producent albuma, Jamie Candiloro, dodan je postavi za klavir. Follow the Lights pojavio se godinu dana kasnije, a ponovno ga je producirao Candiloro.
Njihov posljednji album, Cardinology, objavljen je u listopadu 2008., a prema Pitchfork Media, Ryan Adams & the Cardinals mogli bi ubuduće poznati jednostavno kao "The Cardinals".

## Postava
Sadašnja
- Ryan Adams — vokali, gitara, klavir, harmonika i bendžo (2004.-)
- Neal Casal - gitara, prateći vokali (2005.-)
- Chris Feinstein — bas-gitara (2006.-)
- Jon Graboff — pedal steel gitara, kalvir, vokali (2005.-)
- Brad Pemberton — bubnjevi, perkusije (2004.-)

Bivši
- Jamie Candiloro — kalvir, klavijature (2007.)
- Catherine Popper — bas-gitara, vokali, klavir (2004. – 2006.)
- J.P. Bowersock — gitara (2004. – 2005.)
- Cindy Cashdollar — steel gitara, lap steel, gitara, vokali (2004. – 2005.)

## Diskografija
- 2005.: Cold Roses
- 2005.: Jacksonville City Nights
- 2006.: Songbird – Willie Nelson
- 2007.: Easy Tiger (objavljen kao samostalni album Ryana Adamsa)
- 2007.: Follow the Lights EP
- 2008.: Cardinology

## Vanjske poveznice
- Službena stranica